# Lista de minisséries da TV Globo
As minisséries exibidas pela TV Globo estão relacionadas nesta lista, que apresenta: data de início, data do final e quantidade de capítulos das obras exibidas. O gênero foi inaugurado na emissora com a exibição de Lampião e Maria Bonita em 1982.
A minissérie com o maior número de capítulos é Aquarela do Brasil com 60 capítulos, e a com o menor número de capítulos é Tim Maia: Vale o que Vier com 2 capítulos.
Desde a década de 2010, com a exibição de O Bem-Amado, filme adaptado em 04 episódios para o formato minissérie, produções selecionadas do selo Globo Filmes costumam ganhar exibição em segunda janela na TV aberta, com cenas extras e formato televisivo (abertura, intervalos, créditos de encerramento, ganchos narrativos). O movimento também divide espaço, desde o final da mesma década, com a exibição de minisséries originais Globoplay em segunda janela.

## Minisséries por ordem de exibição
- ‡ Indica minissérie disponível em formato original no Globoplay.
- § Indica minissérie parcialmente disponível no Globoplay.

### Década de 1980
| #  | Título                       | Início                  | Término                | Cap. | Autoria                        | Direção                                                  | Ref.   |
| -- | ---------------------------- | ----------------------- | ---------------------- | ---- | ------------------------------ | -------------------------------------------------------- | ------ |
| 1  | Lampião e Maria Bonita ‡     | 26 de abril de 1982     | 5 de maio de 1982      | 08   | Aguinaldo Silva Doc Comparato  | Paulo Afonso Grisolli Luís Antônio Piá                   | [ 1 ]  |
| 2  | Avenida Paulista ‡           | 10 de maio de 1982      | 28 de maio de 1982     | 17   | Daniel Más Leilah Assumpção    | Walter Avancini Jardel Mello Hugo Barreto Cassiano Filho | [ 2 ]  |
| 3  | Quem Ama Não Mata            | 12 de julho de 1982     | 6 de agosto de 1982    | 20   | Euclydes Marinho               | Daniel Filho Dennis Carvalho                             | [ 3 ]  |
| 4  | Moinhos de Vento ‡           | 3 de janeiro de 1983    | 7 de janeiro de 1983   | 05   | Daniel Más Leilah Assumpção    | Walter Avancini Adriano Stuart Hugo Barreto              | [ 4 ]  |
| 5  | Bandidos da Falange          | 10 de janeiro de 1983   | 4 de fevereiro de 1983 | 20   | Aguinaldo Silva                | Luís Antônio Piá Jardel Mello                            | [ 5 ]  |
| 6  | Parabéns pra Você            | 16 de fevereiro de 1983 | 4 de março de 1983     | 13   | Bráulio Pedroso                | Dennis Carvalho Marcos Paulo                             | [ 6 ]  |
| 7  | Padre Cícero ‡               | 9 de abril de 1984      | 4 de maio de 1984      | 20   | Aguinaldo Silva Doc Comparato  | Paulo Afonso Grisolli José Carlos Pieri                  | [ 7 ]  |
| 8  | Anarquistas, Graças a Deus ‡ | 7 de maio de 1984       | 17 de maio de 1984     | 09   | Walter George Durst            | Walter Avancini                                          | [ 8 ]  |
| 9  | Meu Destino É Pecar          | 21 de maio de 1984      | 20 de junho de 1984    | 35   | Euclydes Marinho               | Ademar Guerra Denise Saraceni                            | [ 9 ]  |
| 10 | A Máfia no Brasil            | 10 de setembro de 1984  | 21 de setembro de 1984 | 10   | Leopoldo Serran                | Roberto Faria Maurício Farias                            | [ 10 ] |
| 11 | Rabo de Saia                 | 8 de outubro de 1984    | 2 de novembro de 1984  | 20   | Walter George Durst            | Walter Avancini                                          | [ 11 ] |
| 12 | O Tempo e o Vento ‡          | 22 de abril de 1985     | 31 de maio de 1985     | 25   | Doc Comparato                  | Paulo José Denise Saraceni Walter Campos                 | [ 12 ] |
| 13 | Tenda dos Milagres           | 29 de julho de 1985     | 6 de setembro de 1985  | 30   | Aguinaldo Silva                | Paulo Afonso Grisolli Maurício Farias Ignácio Coqueiro   | [ 13 ] |
| 14 | Grande Sertão: Veredas       | 18 de novembro de 1985  | 19 de dezembro de 1985 | 25   | Walter George Durst            | Walter Avancini                                          | [ 14 ] |
| 15 | Anos Dourados ‡              | 5 de maio de 1986       | 30 de maio de 1986     | 20   | Gilberto Braga                 | Roberto Talma                                            | [ 15 ] |
| 16 | Memórias de um Gigolô        | 14 de julho de 1986     | 8 de agosto de 1986    | 20   | Walter George Durst Marcos Rey | Walter Avancini                                          | [ 16 ] |
| 17 | O Pagador de Promessas       | 5 de abril de 1988      | 15 de abril de 1988    | 08   | Dias Gomes                     | Tizuka Yamazaki                                          | [ 17 ] |
| 18 | O Primo Basílio              | 9 de agosto de 1988     | 2 de setembro de 1988  | 16   | Gilberto Braga Leonor Bassères | Daniel Filho                                             | [ 18 ] |
| 19 | Abolição                     | 22 de novembro de 1988  | 25 de novembro de 1988 | 04   | Wilson Aguiar Filho            | Walter Avancini                                          | [ 19 ] |
| 20 | Sampa ‡                      | 26 de setembro de 1989  | 29 de setembro de 1989 | 04   | Gianfrancesco Guarnieri        | Roberto Talma                                            | [ 20 ] |
| 21 | República ‡                  | 14 de novembro de 1989  | 17 de novembro de 1989 | 04   | Wilson Aguiar Filho            | Walter Avancini                                          | [ 21 ] |

### Década de 1990
| #  | Título                                   | Início                 | Término                | Cap. | Autoria                                  | Direção                                                         | Ref.   |
| -- | ---------------------------------------- | ---------------------- | ---------------------- | ---- | ---------------------------------------- | --------------------------------------------------------------- | ------ |
| 22 | Desejo ‡                                 | 27 de maio de 1990     | 22 de junho de 1990    | 17   | Glória Perez                             | Wolf Maya Denise Saraceni                                       | [ 22 ] |
| 23 | A, E, I, O... Urca ‡                     | 24 de junho de 1990    | 13 de julho de 1990    | 13   | Antônio Calmon Doc Comparato             | Dennis Carvalho                                                 | [ 23 ] |
| 24 | Boca do Lixo ‡                           | 17 de julho de 1990    | 27 de julho de 1990    | 08   | Sílvio de Abreu                          | Roberto Talma                                                   | [ 24 ] |
| 25 | Riacho Doce ‡                            | 31 de julho de 1990    | 5 de outubro de 1990   | 40   | Aguinaldo Silva Ana Maria Moretzsohn     | Paulo Ubiratan Reynaldo Boury Luiz Fernando Carvalho            | [ 25 ] |
| 26 | La Mamma                                 | 8 de outubro de 1990   | 12 de outubro de 1990  | 05   | João Bethencourt                         | Augusto César Vanucci Paulo Figueiredo                          | [ 26 ] |
| 27 | Meu Marido                               | 7 de maio de 1991      | 17 de maio de 1991     | 08   | Euclydes Marinho Lula Campello Torres    | Walter Lima Júnior                                              | [ 27 ] |
| 28 | O Sorriso do Lagarto                     | 4 de junho de 1991     | 30 de agosto de 1991   | 52   | Walther Negrão Geraldo Carneiro          | Roberto Talma                                                   | [ 28 ] |
| 29 | O Portador                               | 10 de setembro de 1991 | 20 de setembro de 1991 | 08   | José Antônio de Souza                    | Herval Rossano                                                  | [ 29 ] |
| 30 | Tereza Batista                           | 7 de abril de 1992     | 22 de maio de 1992     | 28   | Vicente Sesso                            | Paulo Afonso Grisolli Fernando Rodrigues de Souza Walter Campos | [ 30 ] |
| 31 | As Noivas de Copacabana ‡                | 2 de junho de 1992     | 26 de junho de 1992    | 16   | Dias Gomes                               | Roberto Farias Maurício Farias Mauro Farias                     | [ 31 ] |
| 32 | Anos Rebeldes ‡                          | 14 de julho de 1992    | 14 de agosto de 1992   | 20   | Gilberto Braga                           | Dennis Carvalho Sílvio Tendler Ivan Zettel                      | [ 32 ] |
| 33 | Contos de Verão                          | 20 de abril de 1993    | 14 de maio de 1993     | 16   | Domingos de Oliveira                     | Roberto Farias Lui Farias                                       | [ 33 ] |
| 34 | Sex Appeal ‡                             | 1 de junho de 1993     | 2 de julho de 1993     | 19   | Antônio Calmon                           | Ricardo Waddington Ary Coslov                                   | [ 35 ] |
| 35 | Agosto ‡                                 | 24 de agosto de 1993   | 17 de setembro de 1993 | 16   | Jorge Furtado Giba Assis Brasil          | Paulo José Denise Saraceni José Henrique Fonseca                | [ 36 ] |
| 36 | A Madona de Cedro ‡                      | 26 de abril de 1994    | 6 de maio de 1994      | 08   | Walther Negrão                           | Tizuka Yamasaki Denise Saraceni                                 | [ 37 ] |
| 37 | Memorial de Maria Moura ‡                | 17 de maio de 1994     | 17 de junho de 1994    | 19   | Jorge Furtado Carlos Gerbase             | Denise Saraceni Mauro Mendonça Filho Roberto Farias             | [ 38 ] |
| 38 | Incidente em Antares                     | 29 de novembro de 1994 | 16 de dezembro de 1994 | 10   | Charles Peixoto Nelson Nadotti           | Paulo José Carlos Manga Denise Saraceni                         | [ 39 ] |
| 39 | Engraçadinha: Seus Amores e Seus Pecados | 25 de abril de 1995    | 25 de maio de 1995     | 20   | Leopoldo Serran                          | Denise Saraceni João Henrique Jardim                            | [ 40 ] |
| 40 | Decadência ‡                             | 5 de setembro de 1995  | 22 de setembro de 1995 | 12   | Dias Gomes                               | Roberto Farias Ignácio Coqueiro                                 | [ 41 ] |
| 41 | Guerra de Canudos                        | 16 de dezembro de 1997 | 19 de dezembro de 1997 | 04   | Paulo Halm                               | Sérgio Rezende                                                  | [ 42 ] |
| 42 | Dona Flor e Seus Dois Maridos            | 31 de março de 1998    | 1 de maio de 1998      | 20   | Dias Gomes                               | Mauro Mendonça Filho Rogério Gomes Carlos Araújo                | [ 43 ] |
| 43 | Hilda Furacão ‡                          | 27 de maio de 1998     | 23 de julho de 1998    | 32   | Glória Perez                             | Wolf Maya Maurício Farias Luciano Sabino                        | [ 44 ] |
| 44 | Labirinto ‡                              | 10 de novembro de 1998 | 18 de dezembro de 1998 | 20   | Gilberto Braga                           | Dennis Carvalho César Rodrigues Mário Márcio Bandarra           | [ 45 ] |
| 45 | O Auto da Compadecida ‡                  | 5 de janeiro de 1999   | 8 de janeiro de 1999   | 04   | Adriana Falcão Cláudio Paiva João Falcão | Guel Arraes                                                     | [ 46 ] |
| 46 | Chiquinha Gonzaga ‡                      | 12 de janeiro de 1999  | 19 de março de 1999    | 38   | Lauro César Muniz                        | Jayme Monjardim Marcelo Travesso Luiz Armando Queiroz           | [ 47 ] |
| 47 | Luna Caliente                            | 15 de dezembro de 1999 | 17 de dezembro de 1999 | 03   | Giba Assis Brasil Carlos Gerbase         | Jorge Furtado Guel Arraes                                       | [ 48 ] |

### Década de 2000
| #  | Título                                 | Início                  | Término                 | Cap. | Autoria                                                      | Direção                                               | Ref.   |
| -- | -------------------------------------- | ----------------------- | ----------------------- | ---- | ------------------------------------------------------------ | ----------------------------------------------------- | ------ |
| 48 | A Muralha ‡                            | 4 de janeiro de 2000    | 31 de março de 2000     | 51   | Maria Adelaide Amaral                                        | Denise Saraceni Carlos Araújo                         | [ 49 ] |
| 49 | A Invenção do Brasil                   | 19 de abril de 2000     | 21 de abril de 2000     | 03   | Jorge Furtado                                                | Guel Arraes                                           | [ 50 ] |
| 50 | Aquarela do Brasil ‡                   | 22 de agosto de 2000    | 1 de dezembro de 2000   | 60   | Lauro César Muniz                                            | Jayme Monjardim Carlos Magalhães                      | [ 51 ] |
| 51 | Os Maias ‡                             | 9 de janeiro de 2001    | 23 de março de 2001     | 42   | Maria Adelaide Amaral                                        | Luiz Fernando Carvalho                                | [ 52 ] |
| 52 | Presença de Anita ‡                    | 7 de agosto de 2001     | 31 de agosto de 2001    | 16   | Manoel Carlos                                                | Ricardo Waddington Alexandre Avancini                 | [ 53 ] |
| 53 | O Quinto dos Infernos ‡                | 8 de janeiro de 2002    | 29 de março de 2002     | 47   | Carlos Lombardi                                              | Wolf Maya Alexandre Avancini                          | [ 54 ] |
| 54 | Pastores da Noite                      | 26 de novembro de 2002  | 20 de dezembro de 2002  | 04   | Cláudio Paiva                                                | Maurício Farias Sérgio Machado                        | [ 55 ] |
| 55 | A Casa das Sete Mulheres ‡             | 7 de janeiro de 2003    | 8 de abril de 2003      | 51   | Maria Adelaide Amaral Walther Negrão                         | Jayme Monjardim Marcos Schechtman                     | [ 56 ] |
| 56 | Um Só Coração ‡                        | 6 de janeiro de 2004    | 8 de abril de 2004      | 53   | Maria Adelaide Amaral Alcides Nogueira                       | Carlos Araújo                                         | [ 57 ] |
| 57 | Hoje É Dia de Maria ‡                  | 11 de janeiro de 2005   | 21 de janeiro de 2005   | 08   | Luiz Fernando Carvalho Luis Alberto de Abreu                 | Luiz Fernando Carvalho                                | [ 58 ] |
| 58 | Mad Maria ‡                            | 25 de janeiro de 2005   | 25 de março de 2005     | 35   | Benedito Ruy Barbosa                                         | Ricardo Waddington José Luiz Villamarim Amora Mautner | [ 59 ] |
| 59 | Hoje É Dia de Maria: Segunda Jornada ‡ | 11 de outubro de 2005   | 15 de outubro de 2005   | 05   | Luiz Fernando Carvalho Luis Alberto de Abreu                 | Luiz Fernando Carvalho                                | [ 60 ] |
| 60 | JK                                     | 3 de janeiro de 2006    | 24 de março de 2006     | 46   | Maria Adelaide Amaral Alcides Nogueira                       | Dennis Carvalho                                       | [ 61 ] |
| 61 | Amazônia, de Galvez a Chico Mendes     | 2 de janeiro de 2007    | 6 de abril de 2007      | 55   | Glória Perez                                                 | Marcos Schechtman                                     |        |
| 62 | A Pedra do Reino                       | 12 de junho de 2007     | 16 de junho de 2007     | 05   | Luiz Fernando Carvalho Luis Alberto de Abreu Bráulio Tavares | Luiz Fernando Carvalho                                | [ 62 ] |
| 63 | Queridos Amigos ‡                      | 18 de fevereiro de 2008 | 28 de março de 2008     | 25   | Maria Adelaide Amaral                                        | Denise Saraceni Carlos Araújo                         | [ 63 ] |
| 64 | Poeira em Alto Mar ‡                   | 25 de fevereiro de 2008 | 29 de fevereiro de 2008 | 05   | Renato Aragão                                                | Marcus Figueiredo                                     | [ 64 ] |
| 65 | Capitu ‡                               | 9 de dezembro de 2008   | 13 de dezembro de 2008  | 05   | Euclydes Marinho                                             | Luiz Fernando Carvalho                                | [ 65 ] |
| 66 | Maysa: Quando Fala o Coração ‡         | 5 de janeiro de 2009    | 16 de janeiro de 2009   | 09   | Manoel Carlos                                                | Jayme Monjardim                                       | [ 66 ] |
| 67 | Deu a Louca no Tempo ‡                 | 26 de janeiro de 2009   | 30 de janeiro de 2009   | 05   | Renato Aragão                                                | Marcus Figueiredo                                     | [ 67 ] |
| 68 | Som & Fúria ‡                          | 7 de julho de 2009      | 24 de julho de 2009     | 12   | Luciano Moura                                                | Fernando Meirelles                                    | [ 68 ] |
| 69 | Cinquentinha ‡                         | 8 de dezembro de 2009   | 18 de dezembro de 2009  | 08   | Aguinaldo Silva Maria Elisa Berredo                          | Wolf Maya                                             | [ 69 ] |

### Década de 2010
| #  | Título                                | Início                 | Término                | Cap. | Autoria                                        | Direção                          | Ref.   |
| -- | ------------------------------------- | ---------------------- | ---------------------- | ---- | ---------------------------------------------- | -------------------------------- | ------ |
| 70 | Dalva e Herivelto: Uma Canção de Amor | 4 de janeiro de 2010   | 8 de janeiro de 2010   | 05   | Maria Adelaide Amaral                          | Dennis Carvalho                  | [ 70 ] |
| 71 | Amor em Quatro Atos ‡                 | 11 de janeiro de 2011  | 14 de janeiro de 2011  | 04   | Antonia Pellegrino Márcio Alemão Estela Renner | Roberto Talma Bruno Barreto      | [ 71 ] |
| 72 | O Bem-Amado ‡                         | 18 de janeiro de 2011  | 21 de janeiro de 2011  | 04   | Cláudio Paiva                                  | Guel Arraes                      | [ 72 ] |
| 73 | Chico Xavier                          | 25 de janeiro de 2011  | 28 de janeiro de 2011  | 04   | Marcos Bernstein                               | Daniel Filho                     | [ 73 ] |
| 74 | Dercy de Verdade ‡                    | 10 de janeiro de 2012  | 13 de janeiro de 2012  | 04   | Maria Adelaide Amaral                          | Jorge Fernando                   | [ 74 ] |
| 75 | O Brado Retumbante ‡                  | 17 de janeiro de 2012  | 27 de janeiro de 2012  | 08   | Euclydes Marinho                               | Ricardo Waddington               | [ 75 ] |
| 76 | Xingu                                 | 25 de dezembro de 2012 | 28 de dezembro de 2012 | 04   | Elena Soárez Anna Muylaert                     | Cao Hamburger                    | [ 76 ] |
| 77 | O Canto da Sereia ‡                   | 8 de janeiro de 2013   | 11 de janeiro de 2013  | 04   | George Moura Patrícia Andrade                  | Ricardo Waddington               | [ 77 ] |
| 78 | Gonzaga: de Pai pra Filho             | 15 de janeiro de 2013  | 18 de janeiro de 2013  | 04   | Patrícia Andrade                               | Breno Silveira                   | [ 78 ] |
| 79 | O Tempo e o Vento                     | 1 de janeiro de 2014   | 3 de janeiro de 2014   | 03   | Letícia Wierzchowski Tabajara Ruas Rita Buzzar | Jayme Monjardim                  | [ 79 ] |
| 80 | Amores Roubados §                     | 6 de janeiro de 2014   | 17 de janeiro de 2014  | 10   | George Moura                                   | José Luiz Villamarim             | [ 80 ] |
| 81 | Serra Pelada: A Saga Do Ouro          | 21 de janeiro de 2014  | 24 de janeiro de 2014  | 04   | Vera Egito                                     | Heitor Dhalia                    | [ 81 ] |
| 82 | Tim Maia: Vale o que Vier             | 1 de janeiro de 2015   | 2 de janeiro de 2015   | 02   | Patrícia Andrade Antonia Pellegrino            | Mauro Lima                       | [ 82 ] |
| 83 | Felizes para Sempre? §                | 26 de janeiro de 2015  | 6 de fevereiro de 2015 | 10   | Euclydes Marinho                               | Fernando Meirelles               | [ 83 ] |
| 84 | Amorteamo §                           | 8 de maio de 2015      | 5 de junho de 2015     | 5    | Claudio Paiva Guel Arraes Newton Moreno        | Flávia Lacerda                   |        |
| 85 | Ligações Perigosas ‡                  | 4 de janeiro de 2016   | 15 de janeiro de 2016  | 10   | Manuela Dias                                   | Vinícius Coimbra Denise Saraceni | [ 84 ] |
| 86 | Alemão: Os Dois Lados do Complexo ‡   | 12 de janeiro de 2016  | 15 de janeiro de 2016  | 04   | Gabriel Martins Cláudia Jouvin                 | José Eduardo Belmonte            | [ 85 ] |
| 87 | Justiça §                             | 22 de agosto de 2016   | 23 de setembro de 2016 | 20   | Manuela Dias                                   | José Luiz Villamarim             | [ 86 ] |
| 88 | Aldo: Mais Forte que o Mundo          | 3 de janeiro de 2017   | 6 de janeiro de 2017   | 04   | Marcelo Rubens Paiva George Moura              | Afonso Poyart                    | [ 87 ] |
| 89 | Dois Irmãos §                         | 9 de janeiro de 2017   | 20 de janeiro de 2017  | 10   | Maria Camargo                                  | Luiz Fernando Carvalho           | [ 88 ] |
| 90 | Cidade dos Homens §                   | 17 de janeiro de 2017  | 5 de janeiro de 2018   | 08   | Guel Arraes Jorge Furtado Regina Casé          | Fernando Meirelles Kátia Lund    | [ 89 ] |
| 91 | Malasartes §                          | 26 de dezembro de 2017 | 28 de dezembro de 2017 | 03   | Paulo Morelli                                  | Paulo Morelli                    | [ 90 ] |
| 92 | Entre Irmãs                           | 2 de janeiro de 2018   | 5 de janeiro de 2018   | 04   | Patrícia Andrade                               | Breno Silveira                   | [ 91 ] |
| 93 | Treze Dias Longe do Sol §             | 8 de janeiro de 2018   | 18 de janeiro de 2018  | 10   | Elena Soarez Luciano Moura                     | Luciano Moura                    | [ 92 ] |
| 94 | Elis - Viver é Melhor que Sonhar §    | 8 de janeiro de 2019   | 11 de janeiro de 2019  | 04   | Luiz Bolognesi Vera Egito George Moura         | Hugo Prata                       | [ 93 ] |
| 95 | 10 Segundos para Vencer §             | 8 de janeiro de 2019   | 11 de janeiro de 2019  | 04   | Thomas Stavros Patrícia Andrade Márcio Alemão  | José Alvarenga Júnior            | [ 94 ] |
| 96 | Se Eu Fechar os Olhos Agora ‡         | 15 de abril de 2019    | 30 de abril de 2019    | 10   | Ricardo Linhares                               | Carlos Manga Jr.                 | [ 95 ] |

### Década de 2020
| #   | Título                        | Início                 | Término                | Cap. | Autoria                                  | Direção               | Ref.    |
| --- | ----------------------------- | ---------------------- | ---------------------- | ---- | ---------------------------------------- | --------------------- | ------- |
| 97  | Chacrinha: A Minissérie ‡     | 14 de janeiro de 2020  | 17 de janeiro de 2020  | 04   | Cláudio Paiva                            | Andrucha Waddington   |         |
| 98  | Passaporte para Liberdade ‡   | 20 de dezembro de 2021 | 30 de dezembro de 2021 | 08   | Mário Teixeira                           | Jayme Monjardim       | [ 96 ]  |
| 99  | Histórias Quase Verdadeiras ‡ | 02 de janeiro de 2023  | 06 de janeiro de 2023  | 04   | João Falcão, Célio Porto, Tatiana Maciel | José Eduardo Belmonte | [ 97 ]  |
| 100 | Pluft, o Fantasminha ‡        | 08 de janeiro de 2023  | 22 de janeiro de 2023  | 03   | Cacá Mourthé José Lavigne                | Rosane Svartman       | [ 98 ]  |
| 101 | Marighella                    | 16 de janeiro de 2023  | 19 de janeiro de 2023  | 04   | Felipe Braga, Wagner Moura               | Wagner Moura          | [ 99 ]  |
| 102 | Aumenta que é Rock            | 03 de setembro de 2024 | 24 de setembro de 2024 | 04   | L.G. Bayão                               | Thomas Portella       | [ 100 ] |
| 103 | Grande Sertão                 | 07 de janeiro de 2025  | 10 de janeiro de 2025  | 04   | Guel Arraes, Jorge Furtado               | Guel Arraes           | [ 101 ] |